# Conchylia lapsicolumna
Conchylia lapsicolumna är en fjärilsart som beskrevs av Louis Beethoven Prout 1916. Conchylia lapsicolumna ingår i släktet Conchylia och familjen mätare. Inga underarter finns listade i Catalogue of Life.